# Koç Rams 2024
Questa voce raccoglie le informazioni riguardanti gli Istanbul/Koç Rams nelle competizioni ufficiali della stagione 2024.

## 1. Lig 2024

### Stagione regolare
| Istanbul 10 marzo 2024, ore 15:00 1ª giornata | Koç Rams | 35 – 20 | Istanbul Bulls | Koç Üniversitesi Stadyumu |

| Istanbul 17 marzo 2024, ore 15:00 2ª giornata | ITÜ Hornets | 11 – 24 | Koç Rams | İTÜ Maslak Futbol sahası |

| Istanbul 6 aprile 2024, ore 14:00 3ª giornata | Boğaziçi Sultans | 9 – 13 | Koç Rams | Anadolu Hisar Kampüsü Spor Tesisler |

| Düzce 20 aprile 2024, ore 17:00 4ª giornata | Gazi Warriors | 19 – 15 | Koç Rams | Düzce Üniversitesi Futbol Sahası |

| Istanbul 28 aprile 2024, ore 15:00 5ª giornata | Istanbul Bisons | 15 – 30 | Koç Rams | İTÜ Maslak Futbol sahası |

| Istanbul 11 maggio 2024, ore 15:00 6ª giornata | Koç Rams | 35 – 0 | İzmir Halcyons | Koç Üniversitesi Stadyumu |

| Ankara 19 maggio 2024, ore 16:00 7ª giornata | ODTÜ Falcons | 32 – 14 | Koç Rams | ODTÜ Falcons Arena |

### Playoff
| Istanbul 26 maggio 2024, ore 17:30 Semifinale | Koç Rams | 41 – 12 | Gazi Warriors | Koç Üniversitesi Stadyumu |

| Ankara 8 giugno 2024, ore 19:30 Finale | Koç Rams | 10 – 0 | İzmir Halcyons | Yenimahalle Hasan Doğan Stadı |

## Statistiche di squadra
| Competizione      | %Vittorie | In casa | In casa | In casa | In casa | In casa | In casa | In trasferta | In trasferta | In trasferta | In trasferta | In trasferta | In trasferta | Totale | Totale | Totale | Totale | Totale | Totale |
| Competizione      | %Vittorie | G       | V       | N       | P       | Pf      | Ps      | G            | V            | N            | P            | Pf           | Ps           | G      | V      | N      | P      | Pf     | Ps     |
| ----------------- | --------- | ------- | ------- | ------- | ------- | ------- | ------- | ------------ | ------------ | ------------ | ------------ | ------------ | ------------ | ------ | ------ | ------ | ------ | ------ | ------ |
| Stagione regolare | .714      | 2       | 2       | 0       | 0       | 70      | 20      | 5            | 3            | 0            | 2            | 96           | 86           | 7      | 5      | 0      | 2      | 166    | 106    |
| Playoff           | 1.000     | 2       | 2       | 0       | 0       | 51      | 12      | 0            | 0            | 0            | 0            | 0            | 0            | 2      | 2      | 0      | 0      | 51     | 12     |
| Totale            | .778      | 4       | 4       | 0       | 0       | 121     | 32      | 5            | 3            | 0            | 2            | 96           | 86           | 9      | 7      | 0      | 2      | 217    | 118    |